# Vladimir Silovanov
Vladimir Silovanov (en ruso: Владимир Михайлович Силованов; Raión de Ostáshkov, RSFS de Rusia; 3 de febrero de 1967 – 14 de julio de 2023) fue un futbolista y entrenador de fútbol ruso que jugó en la posición de centrocampista.

## Equipos

### Jugador
| Periodo   | Club                        | Apariciones | Goles |
| --------- | --------------------------- | ----------- | ----- |
| 1992      | FC SKD Smolensk             | 19          | 1     |
| 1993      | FC Kristall Smolensk        | 28          | 3     |
| 1994      | FC Iskra Smolensk           | 22          | 4     |
| 1994-1995 | Interas-AE Visaginas        | 5           | 0     |
| 1997      | FC Naftan-Devon Novopolotsk | 3           | 0     |
| 2001      | FC Analytpribor             | 0           | 0     |

### Entrenador
| Periodo   | Club                            |
| --------- | ------------------------------- |
| 2007      | FC Smolensk                     |
| 2011–2012 | FC Gornyak Uchaly               |
| 2013      | FC Khimik-Rossosh Rossosh       |
| 2014      | FC Volga Tver                   |
| 2015–2016 | SFC CRFSO Smolensk              |
| 2017–2018 | FC Iskra Smolensk               |
| 2019–2020 | FC Volna Nizhny Novgorod Oblast |
| 2020–2021 | FC Smolensk                     |
| 2021–2022 | FC Volna Nizhny Novgorod Oblast |